# 테오필로 스테벤손
테오필로 스테벤손 로렌스(스페인어: Teófilo Stevenson Lawrence, 1952년 3월 29일~2012년 6월 11일)는 쿠바의 권투 선수로 올림픽 복싱 헤비급에서 3번 연속으로 우승했다.

## 경력
스테벤손은 쿠바 라스투나스주 푸에르토파드레에서 태어났다. 아버지는 세인트빈센트섬에서 이주해 왔고 외조부는 세인트키츠섬에서 건너왔다고 한다.
스테벤손은 1972년 하계 올림픽에서 우승 후보이자 1971년 팬아메리칸 게임에서 자신을 꺾었던 미국의 드웨인 보빅을 물리치면서 복싱계에 충격을 주었다. 결승전에서는 상대 선수 루마니아의 이온 알렉세가 엄지 손가락이 부상으로 경기를 포기해 스테벤손은 금메달을 획득했다. 1976년 하계 올림픽에서는 자신의 상대 선수 3명을 7분 22초의 기록으로 꺾고나서 결승전에서는 루마니아의 미르세아 시몬을 KO 시키고 2연승을 하였다. 4년 후, 1980년 하계 올림픽에서는 준결승전에서 헝가리의 레바이 이스트반이 회피적인 전술을 이용하여 스테벤손과 끝까지 해낸 첫 올림픽 복싱 선수가 되었으나 스테벤손이 우세하였다. 결승전에서 소련의 표트르 자예프와 격투 끝에 판정승으로 우승하면서 3연속 금메달을 획득했다.
스테벤손은 반쪽 대회로 치러진 1984년 하계 올림픽에 참가했다면 복싱 사상 전무후무한 올림픽 4연속 우승의 기록을 남길 수도 있었다. 이는 단순한 가정이 아니다. 그는 1974년 아바나, 1978년 베오그라드에서 열린 1978년 세계 선수권 대회에서 2연속 우승한 데 이어 1986년에는 슈퍼헤비급으로 체급을 올려 다시 정상에 섰다. 올림픽에서 3연속 우승하는 동안 그는 12경기 가운데 9경기를 KO 또는 TKO로 마무리했다.
3개의 아마추어 타이틀(헤비급(1974, 1978)과 슈퍼헤비급(1986)을 우승한 스테벤손의 파괴적인 왼손 찌르기와 강력한 오른손은 자신 세대의 지도력 프로 선수들에게 중요한 도전의 대상이었고, 많은 사람들이 그를 프로로 전향시키려고 노력했으나 스테벤손은 쿠바의 공산주의 체제의 교리를 지키면서 프로 전향을 거부하였으며, 1987년 은퇴할 때까지 아마추어 선수로 남아있었다.
60세의 나이로 아바나에서 심장마비로 세상을 떴다.